# Première synagogue roumano-américaine

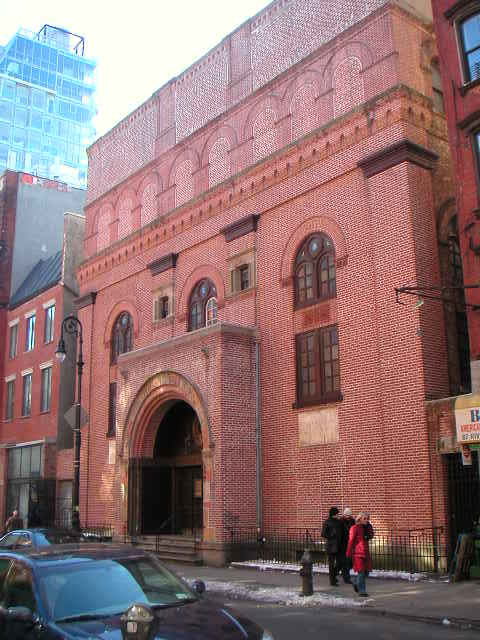
Première synagogue roumano-américaine, rue Rivington Street, avant son effondrement.

La Première synagogue roumano-américaine,  connue aussi  sous le nom de Synagogue  Shaarey Shamoyim (en hébreu:שַׁעֲרֵי שָׁמַיִם, Portes du Ciel) ou la Shoule roumaine, est une synagogue orthodoxe, qui pendant plus de cent ans a occupé un bâtiment historique, situé au 89-93 Rivington Street dans le Lower East Side de Manhattan à New York.
La communauté avait été fondée en 1885 par des Juifs roumains, qui se sont installés en grand nombre dans le Lower East Side. Le bâtiment de la Rivington Street, construit vers 1860 a tout d'abord été une église, puis une synagogue, puis de nouveau une église et a été considérablement remanié en 1889. Il a été transformé une seconde fois en synagogue et de nouveau remanié quand la communauté First Roumanian-American congregation l'a acheté en 1902.
En raison de son plafond élevé, de sa bonne acoustique et de ses 1 800 sièges, la synagogue devint célèbre sous le nom de Carnegie Hall des Hazzans. Yossele Rosenblatt, Moshe Koussevitzky, Zavel Kwartin, Moishe Oysher, Jan Peerce et Richard Tucker furent tous Hazzanim de cette synagogue. Red Buttons y a chanté dans le chœur,, George Burns en a été un de ses membres et Edward G. Robinson y célébra sa Bar Mitzvah.
Le nombre de fidèles, qui étaient de l'ordre du millier dans les années 1940, décline pour n'être plus qu'une quarantaine au début des années 2000, en raison du départ des Juifs du quartier Lower East Side . Bien que le bâtiment soit inscrit sur la liste du Registre national des lieux historiques en 1998, la communauté a refusé d'accepter des aides extérieurs pour l'entretien du bâtiment . En décembre 2005, des dégâts des eaux importants endommagent des poutres maîtresses, et les offices se tiennent alors dans le salon de la mère du rabbin. En janvier 2006, le toit de la synagogue s'effondre, et le bâtiment doit être détruit deux mois plus tard. 

## Les origines

### La Première communauté roumano-américaine / Communauté Shaarey Shamoyim
De 1881 à 1914, environ 2 millions de Juifs quittent l'Europe et immigrent aux États-Unis.  Les trois quarts environ s'installent à New York, principalement dans le Lower East Side.  75 043 de ces nouveaux émigrants sont originaires de Roumanie, où les Juifs fuient les lois antisémites, la violence et les expulsions. Ces épreuves, accompagnées d'une mauvaise récolte et d'une dépression économique, conduisent 30 pour cent des Juifs de Roumanie à émigrer aux États-Unis.
Les Juifs roumains se regroupent dans une quinzaine d'immeubles, délimités par les rues Allen Street, Ludlow Street, Houston Street et Grand Street. Ce quartier roumain devient un des quartiers les plus denses du Lower East Side, avec de 1 500 à 1 800 habitants par immeuble. Ces immigrants fondent leur première communauté, la  First Roumanian-American congregation, aussi connue sous le nom de Shaarey Shamoyim.
Les origines de la communauté ne sont pas parfaitement établies; sa fondation en 1885, en effet semble n'être qu'une réorganisation d'une communauté initialement créée en 1860. Tout d'abord située au 70 Hester Street en bordure du quartier roumain, elle sera par la suite transférée au cœur du quartier dans Rivington Street, la synagogue devenant un des lieux de prière préférés de ses habitants.

### Synagogue de Rivington Street
Le bâtiment a été construit en tant qu'église protestante vers les années 1860, par la Seconde église presbytérienne réformée, pour l'importante communauté d'immigrants allemands du secteur.  En novembre 1864, le bâtiment est vendu à la communauté juive orthodoxe Shaaray Hashomayim  (Portes du Ciel), fondée en 1841. Bien que son nom en hébreu soit quasiment identique à celui de la Première communauté roumano-américaine, Shaarey Shamoyim, qui rachètera plus tard le bâtiment en 1902, ces deux communautés sont indépendante.
À la fin des années 1880, la plupart des Juifs d'origine allemande ont quitté le Lower East Side, et en 1889, Shaaray Hashomayim s'installe au 216 East 15th Street, près de la Second Avenue à Manhattan et vend le bâtiment de la synagogue de Rivington Street à la New York City Church Extension and Missionary Society (Société missionnaire et de développement des églises de la ville de New York), de l'Église épiscopale méthodiste, qui construit et achète des églises, des missions et des écoles du dimanche  dans la ville de New York. 
La Church Extension and Missionary Society engage l'architecte J. Cleaveland Cady pour effectuer d'importantes modifications à la structure. Cady est à l'époque le plus célèbre architecte d'églises de New York et a conçu aussi de nombreux bâtiments publics, tels que des universités, des hôpitaux et des musées. Parmi ses œuvres, on peut citer le premier bâtiment du Metropolitan Opera (rasé en 1967), l'aile sud de style roman richardsonien de l'American Museum of Natural History située sur la West 78th Street, et plusieurs autres bâtiments pour la Church Extension and Missionary Society. Le coût de la rénovation s'élève à environ 36 000  dollars de l'époque, et comprend la réalisation d'une nouvelle façade néoromane en briques rouge-orangé, utilisées aussi par Cady  lors de la construction ou de la rénovation de plusieurs autres églises.  
Renommé Église épiscopale méthodiste d'Allen Street (ou Église commémorative d'Allen Street), le nouveau but affiché du bâtiment est de convertir au christianisme les nouveaux immigrants juifs. Mais cette tentative est infructueuse.  En 1895, le pasteur de l'église confirme: « La présence de l'église attire que peu de gens. Notre audience est faible et ne comprend pratiquement pas de Juifs »

## Achat et rénovation par la Première communauté roumano-américaine
En 1902, la Première communauté roumano-américaine/Communauté Shaarey Shamoyim achète le bâtiment de la Rivington Street à la Church Extension and Missionary Society pour satisfaire  le besoin d'un lieu de prière plus important pour la population juive d'origine roumaine, en forte croissance, de Lower East Side. À cette époque, le bâtiment est évalué à 95 000 dollars. Les fonds pour l'achat sont levés parmi  les membres de la communauté, et pour honorer ceux qui contribuent avec dix dollars ou plus, leurs noms sont gravés sur une des quatre plaques de marbre accrochées dans l'escalier conduisant au sanctuaire principal. Le plus généreux donateur fait un don de cinq cents dollars, quant dix dollars représente alors une paye d'ouvriers de deux semaines.  La communauté prend aussi deux emprunts; le premier de 50 000 dollars auprès de la Title Insurance Company, et le second de 30 000 dollars auprès de la Church Extension and Missionary Society.
La communauté commissionne Charles E. Reid pour d'importantes transformations, s'élevant à la somme de 6 000 dollars. La conversion en style néobyzantin implique la transformation du bâtiment pour en faire un lieu de culte juif, avec le retrait de tous les symboles chrétiens et l'ajout de l'Arche Sainte et de la Bimah (autel où est lue la Torah).  La rénovation garde la galerie originale en forme de fer à cheval, supportée par douze colonnes ioniques, et les bancs en bois avec étagères pour la lecture, provenant certainement de la rénovation de Cady en 1899,, mais effectue un certain nombre de modifications structurelles. Des poutres métalliques sont ajoutées pour supporter le poids de l'Arche Sainte et de la Bimah, le mur arrière est reconstruit et la galerie est agrandie afin de se prolonger jusqu'à lui. Deux puits de lumière sont ajoutés, l'un avec un vitrail concave, et l'autre, situé au-dessus de l'Arche avec un verre transparent et sur le devant du bâtiment, au-dessus de l'attique du troisième étage peu élevé (environ 4,20 mètres), a été ajouté un second attique, d'environ même hauteur,. 
La structure achevée, remplit presque la totalité du terrain, et fait 21 mètres de large par 30 mètres de profondeur,, et peut accueillir 1 600 à 1 800 fidèles. Seule synagogue romane de Lower East Side, elle est dédiée fin décembre 1902, et devient un "joyau architectural et public"

## Activités du début
En 1903, la synagogue est bien établie dans le quartier, et en raison de sa capacité et de son importance, elle devient le lieu de nombreux rassemblements de masse. En avril 1903, un office est célébré à la mémoire de Gustav Gottheil, un rabbin réformé et responsable sioniste, et un autre office est célébré l'année suivante lors de la mort de Theodor Herzl. Lors de ce second office, boycotté par les rabbins orthodoxes, aucun éloge n'est prononcé et le nom d'Herzl n'est même pas prononcé.
En juin 1903, l'UOJCA ( Union of Orthodox Jewish Congregations of America – Union des communautés juives orthodoxes d'Amérique) tient sa troisième convention annuelle à la synagogue, suivie par 100 délégués et présidée par le président de l'organisation, le rabbin Henry Pereira Mendes. Les résolutions les plus importantes adoptées à cette convention sont celle qui désapprouve l'octroi du ghet (document  de divorce religieux) permettant un remariage ultérieur, aux personnes n'ayant pas obtenu au-préalable un divorce civil,  et celle qui recommande aux communautés dont la majorité des membres sont nés à l'étranger, "de se procurer un rabbin parlant anglais pour le bénéfice de leurs enfants nés en Amérique et parlant l'anglais". Pereira Mendes propose la création d'un comité pour faire venir aux États-Unis, les victimes du premier pogrom de Kichinev et s'oppose à une proposition  de l'UAHC (Union of American Hebrew Congregations – Union des communautés juives américaines) que le jour du chabbat soit déplacé du samedi au dimanche.  Pereira Mendes annonce aussi que l'UOJCA va s'associer avec l'UAHC et les autres organisations juives "religieuses, philanthropiques ou éducatives" à Washington, pour discuter des sujets vitaux concernant le judaïsme et les Juifs, tout en rejetant les propositions que le sujet principal des discussions de ce premier congrès soit le problème de l'immigration.
Lors de la même réunion, Albert Lucas ne mâche pas ses mots contre les groupes chrétiens qui essayent de faire du prosélytisme auprès des enfants juifs dans les crèches et les jardins d'enfants. En conséquence, pour combattre ce prosélytisme,  la communauté autorise en 1903, Lucas a utilisé ses bureaux pour des classes de religion gratuites "ouvertes à tous les enfants du quartier"
En décembre 1905, un rassemblement important se tient à la synagogue pour protester contre les massacres de Juifs en Russie et pour pleurer les morts. La communauté donne 500 dollars à un fonds venant en aide aux victimes. En mars 1909, les groupes orthodoxes se réunissent à la synagogue pour organiser leur opposition à la constitution et à la composition de la Kehilla de Judah Leon Magnes, une organisation généraliste chargée de représenter tous les Juifs de New York, et qui durera jusqu'en 1922. Une autre rassemblement de masse des résidents, commerçants et industriels du quartier se tient à la synagogue en 1913 pour combattre les truands du Lower East Side.
La synagogue de Rivington Street est aussi le lieu de réunion préféré pour discuter des problèmes spécifiques aux Juifs roumano-américains. En 1905, elle est le seul lieu de culte la ville de New York où se déroule un office à la mémoire de John Hay, Secrétaire d'État des États-Unis, qui a œuvré en faveur des Juifs opprimés de Roumanie . En 1908, la synagogue accueille une assemblée de plus de trente organisations représentants les Juifs roumano-américains, pendant laquelle est proposée une fédération de toutes ces organisations, et de nouveau en 1916, se tient une assemblée similaire de "deux cents délégués représentant trente-cinq organisations…pour préparer la constitution de l' American League of Rumanian Jews (Ligue américaine des Juifs roumains) . Lors de cette assemblée, il est décidé de récolter la somme de 1 000 000 dollars pour venir en aide aux Juifs opprimés de Roumanie et pour combattre pour leur "égalité des droits et leur émancipation de la servitude".
La communauté organise d'importantes campagnes de charité pendant la période de Pessa'h: en 1905, elle distribue des wagons entiers de Matzot aux Juifs pauvres de façon qu'ils puissent célébrer la fête. En 1907, le nombre de membres atteint 500, de seulement 160 en 1900. Le Talmud Torah a 250 élèves, et les revenus annuels de la synagogue s'élèvent à 25 000 dollars. Mais en 1908, la communauté rencontre d'importants problèmes financiers qu'elle ne peut résoudre qu'en vendant aux enchères publics, en octobre de la même année, certains de ses rouleaux de Torah. 
Parmi les membres devenus célèbres, on peut citer le comédien George Burns, ainsi que l'acteur de cinéma Edward G. Robinson, né à Bucarest, et qui y fit sa Bar Mitzvah  en 1906,. Plus tard, en riant, Robinson racontera que son penchant pour monter sur les planches s'est révélé quand il a lu le plus long discours de Bar Mitzvah de l'histoire de la synagogue, mais « que les hommes restaient tranquilles et écoutaient ». 
En 1911, la synagogue fête ses dix ans et invite de nombreuses personnalités, dont Solomon Schechter, président de la United Synagogue of Conservative Judaism, Henry M. Goldfogle de la Chambre des représentants des États-Unis et comme orateur principal, William Jay Gaynor, alors maire de la ville de New York.

## "Carnegie Hall des Hazzanims"
Le sanctuaire de la synagogue possède des caractéristiques d'opéra, et son plafond est renommé pour son "acoustique excellente" Connu sous le nom de Carnegie Hall des Hazzanims, la synagogue devient un centre de musique cantoriale, et beaucoup des plus grands chantres du XXe siècle y ont conduit des offices. Yossele Rosenblatt, Moshe Koussevitzky, Zavel Kwartin et Moishe Oysher, Shalom Katz, ont tous chanté ici, de même que Jan Peerce et Richard Tucker avant de devenir d'illustres chanteurs d'opéra.
Red Buttons a chanté à la synagogue avec Rosenblatt en 1927,et quand il visitera la synagogue presque 70 ans plus tard, il se souviendra encore des chants. Bien que sa famille aille à un Shtiebel (petit oratoire), Buttons est découvert à l'âge de huit ans, par un chasseur de talents pour le chœur Coopermans de Rosenblatt qui l'a entendu chanter à l'intersection de la Fifth Street et de Avenue C, à un "kiosque de pickles". Buttons chantera dans le chœur pendant trois ans. Eddie Cantor aurait aussi été choriste, mais on en est moins sûr.
Oysher, surnommé "le plus grand de tous les vulgarisateurs de chants synagogaux", devient le chantre de la synagogue en 1935, et dans les années 1940, le nombre de membres de la communauté culmine en dépassant le millier. Dans une interview de 1956, par Brendan Gill du magazine The New Yorker, Oysher décrit la Première synagogue roumano-américaine comme « la synagogue la plus orthodoxe en ville ».  Oysher meurt deux années plus tard d'une crise cardiaque à l'âge de 51 ans. Quelques jours avant sa mort, il demande que seul le rabbin Chaim Porille, rabbin de la Première synagogue roumano-américaine, fasse son oraison. Porille est né à Uścieczko (alors en Pologne) en 1899 et a émigé aux États-Unis en 1927. Il devient rabbin de l'United Hebrew Congregation de Providence (Rhode Island), puis en 1932 de la Première synagogue roumano-américaine, poste qu'il occupera jusqu'en 1962. Il est aussi membre du comité exécutif de l'Agudath Harabonim (Union des rabbins orthodoxes). Il meurt en septembre 1968.

## Rénovations ultérieures du bâtiment, et son apparence dans les années 1990
Dans les années qui ont suivi l'achat du bâtiment et sa rénovation initiale, la communauté entreprend un certain nombre d'autres modifications structurales, dont entre autres:  
- 1916–1917: Ajout d'escaliers de secours sur les côtés est et ouest du bâtiment[6].
- Années 1920 et ultérieures: installation de sièges individuels type théâtre dans la galerie[71].
- 1938–1943: Enlèvement des escaliers menant au troisième étage, accessible alors seulement par les escaliers de secours[6].
- 1948–1950: Reconstruction du portique avec certaines des pierres et briques existantes, ajout d'un nouvel "escalier métallique ininflammable avec des marches en mosaïque", et remplacement des fenêtres sur les murs est et ouest du sanctuaire par des fenêtres en verre teinté jaune clair et bleu[6],[36],[39], et encore d'autres améliorations[72].
- 1964: Ajout d'une cuisine au sous-sol, pour des "raisons sociales"[6].

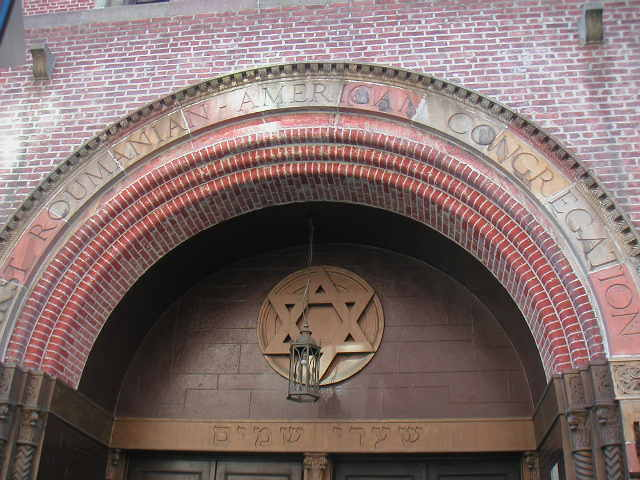
L'arche sculpté au-dessus de l'entrée avec le nom de la synagogue

Dans les années 1990, la façade nord en briques rouge-orangées présente un grand portique à arc plein cintre, en briques et pierres, avec des portes en profond retrait. « Cet arc est supporté par trois colonnes sculptées, deux colonnes torsadées et une colonne centrale avec motif à chevrons, chacune avec un chapiteau de style byzantin », et  possède au-dessus un couronnement en pierres. Les mots First Roumanian-American Congregation sont gravés en lettres capitales sur l'arc du portique.
À l'origine, on trouve de larges ouvertures au rez-de-chaussée de part et d'autre du portique, chacune divisée en deux fenêtres, mais celles-ci sont murées dans les années 1990. Au premier et second étage au-dessus de ces ouvertures, les fenêtres  à deux battants possèdent initialement des vitraux, mais ceux-ci sont remplacés ultérieurement par du verre transparent. Les fenêtres du premier étage se composent de huit carreaux par battant, tandis que celles du second étage possèdent six carreaux par battant et sont surmontées d'un arc. Les ouvertures du premier et du second étage sont séparées par des panneaux ornementaux en terre cuite.  Au second étage, une fenêtre identique est centrée au-dessus du portique. Celle-ci est flanquée de deux courtes colonnes torsadées en retrait, chacune supportant un  « linteau en pierres gravé d'un ornement en forme de lèvres ». Des linteaux similaires couronnent les pilastres hauts de trois étages, situés à chaque extrémité de la façade, et ces pilastres et linteaux débordent sur les coins nord-est et nord-ouest. Les fenêtres à six carreaux sont chacune surmontées d'une baie ronde et de trois écoinçons, deux grands et un petit, reste du vitrail d'origine.
Le troisième étage, de faible hauteur, est séparé du second par une « imposante frise et une corniche en briques encorbelée », qui supporte « huit fenêtres à arc plein cintre avec des voussoirs en briques moulées, suivant une séquence 3-2-3 ». Dans les années 1990, les fenêtres ont été murées.  L'attique au-dessus du troisième étage, rajouté lors des rénovations de 1902-1903, est « couronné par une bande de petits bloques en terre cuite ». 
Les côtés du bâtiment sont revêtus de briques ordinaires, Une étroite allée, avec des portes métalliques à chaque entrée, sépare de chaque côté la synagogue des bâtiments voisins. Les murs ont des fenêtres simples, bien qu'il reste une fenêtre à arc en plein cintre de chaque côté du troisième étage. Un seul escalier de secours demeure dans l'allée est.  
À l'intérieur, le bâtiment comprend un sanctuaire principal avec deux étages de galerie, une salle à manger, ainsi qu'une cuisine et des toilettes au sous-sol. Le système de chauffage se situe dans un second sous-sol.  L'Arche Sainte et la Bimah dans le sanctuaire sont très ornées;  l'Arche est drapée d'un parokhet (rideau) en velours rouge, richement brodé et la Bimah supporte deux importants candélabres en bronze. Le sol du sanctuaire est en bois et les murs en crépi, recouvert de panneaux en bois.

## Déclin
Au fil des ans, la synagogue n'attire pas que les Juifs roumano-américains,. Cependant, le nombre de membres décline durant la seconde moitié du XXe siècle en raison de la mobilité sociale de la population juive qui quitte le Lower East Side pour s'installer dans le nord de Manhattan, à Brooklyn et dans le Bronx. La Première synagogue roumano-américaine en est particulièrement touchée: les membres de toute communauté orthodoxe doivent impérativement habiter à proximité du temple afin de pouvoir assister aux offices du chabbat.
En 1980, la Première synagogue roumano-américaine est une des rares synagogues du Lower East Side à avoir encore un Talmud Torah. Cette école est située dans un petit bâtiment sur le côté est de la synagogue, qui était au préalable le presbytère de l'église. La communauté sera obligée de vendre ce petit bâtiment, mais le nouveau propriétaire gardera l'indication gravée de l'école.  
Le rabbin Mordecai Mayer, qui a dirigé la communauté pendant vingt ans, meurt en 1981, deux jours avant son 66e anniversaire,.  Né à Chortkov (alors en Pologne), il est diplômé de la Yechiva Chachmei Lublin de Lublin, et a émigré aux États-Unis en 1936,. Pendant quarante ans, il dirige des programmes sur des sujets juifs à la radio WEVD, alors propriété du The Forward, un journal juif américain. Dans les années 1970, il écrit des éditoriaux dans l'hebdomadaire en langue yiddish Algemeiner Journal, et est l'auteur des livres en anglais : Israel's Wisdom in Modern Life (La sagesse d'Israël dans la vie moderne) (1949) et Seeing Through Believing (Voir à travers la croyance) (1973). Jacob Spiegel lui succède comme rabbin de la synagogue. 
Au début des années 1990, la communauté est encore assurée de pouvoir réunir le quorum de dix hommes pour le miniane pendant la semaine, car les commerçants locaux assistent aux prières de Chaharit (le matin) et de Ma'ariv ou Arvit (le soir) avant et après la fermeture de leur boutique.  En 1996, cependant, le nombre de fidèles n'est plus que de deux douzaines, et Spiegel commence à officier dans une petite pièce de réception au sous-sol, car le sanctuaire principal est devenu trop coûteux à entretenir.
Avec la diminution du nombre de fidèles, le bâtiment se détériore. En 1997, la synagogue reçoit une subvention du New York Landmarks Conservancy pour les réparations et la conservation de la structure, et l'année suivante, la somme de 4 000 dollars du programme de préservation des sites religieux du Landmarks Conservancy pour la réparation des  fermes du toit,. La même année la synagogue est inscrite sur la liste du Registre national des lieux historiques au niveau local.  Dans le courant de l'automne de la même année, le spectacle laser Between Dreams and History (Entre rêves et histoire) de Shimon Attie est projetée sur la façade de la synagogue et des bâtiments voisins pendant trois semaines.  
Spiegel décède en 2001 d'une crise cardiaque, laissant la responsabilité de la synagogue au plus jeune de ses trois fils, le rabbin Shmuel Spiegel. Ses autres fils, les rabbins Gershon Spiegel et Ari Spiegel, sont respectivement président de la synagogue et rabbin assistant. En juin 2003, le nom Rabbi Yaakov Spiegel Way est donné simultanément à l'intersection entre Rivington Street et Ludlow Street, près de la synagogue et à la portion de Rivington en face de la synagogue. 
Le toit est en très mauvais état depuis bien avant le décès de Jacob Spiegel, et menace de s'effondrer en 2001. Shmuel Spiegel réussit, en décembre 2001, à réunir la somme de 25 000 dollars pour des réparations urgentes. Mais malgré le Tcholent (traditionnel repas du chabbat) offert après le kiddouch du samedi matin, Spiegel a d'énormes difficultés pour réunir les dix hommes pour former un miniane.  En 2004, le nombre de membres réguliers tourne autour de quarante. Spiegel continue à administrer la synagogue pour un coût annuel de 75 000 dollars.

## Effondrement

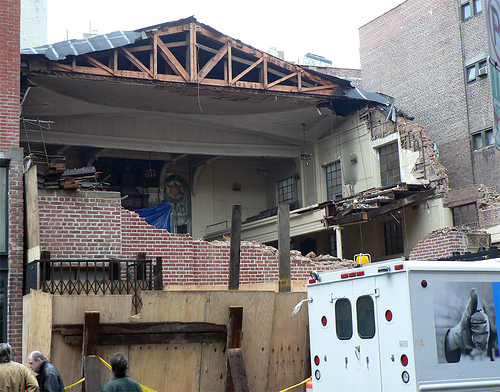
Démolition du bâtiment de la Rivington Street.

Le 22 janvier 2006, le toit de la synagogue s'effondre, endommageant très sévèrement le sanctuaire,. En 2008, Joshua Cohen écrira dans The Forward, que le toit est « tombé respectueusement, en faisant attention de ne pas perturber les night-clubs locaux, ni le commerce de vin et fromages nouvellement ouvert de l'autre côté de la rue ». Personne n'est blessé,, et pour célébrer ce miracle, un office se tiendra plus tard à la synagogue Chasam Sopher sur la Clinton Street. 
Le National Trust for Historic Preservation publie un communiqué de presse au sujet de l'effondrement, indiquant que la Première synagogue roumano-américaine était un trésor national et déclare : 
« L'écroulement du toit de la Première synagogue roumano-américaine, cette semaine, démontre que les lieux de prière doivent pouvoir bénéficier de l'assistance technique et d'une formation du personnel et de la direction, et du développement de nouvelles sources de financement afin de sauvegarder ces lieux de spiritualité, de traditions culturelles et de services communautaires. »
Amy Waterman, directrice exécutrice chargée du projet de réparation et rénovation de la synagogue d'Eldridge Street, note dans The Forward :
« Les synagogues comme la Première synagogue roumano-américaine, plus familièrement  appelée la Shoule roumaine, sont les premières demeures spirituelles des vagues successives d'immigrants européens. Elles ont été construites il y a plus de cent ans, et comme les ponts et les tunnels de la ville de New York, elles sont susceptibles de s'écrouler si on ne s'en occupe pas.  »
Bien que la Première synagogue roumano-américaine ait accueilli un mariage le 30 octobre 2005, soit peu de temps avant son effondrement, le sanctuaire n'était plus utilisé de façon régulière depuis plus de dix ans en raison des difficultés à l'entretenir,. Les offices se sont d'abord tenus au sous-sol, et à partir de l'automne 2005, le toit n'étant plus du tout étanche, on dispose des seaux même au sous-sol.  Après qu'un entrepreneur a averti que les poutres étaient endommagées par l'eau, les trois frères Spiegel tiennent les offices dans l'appartement de leur mère Chana, au 383 Grand Street, où, après l'effondrement du toit, ils installent les 15 rouleaux de Torah de la communauté,. L'Arche Sainte historique de la synagogue est aussi retirée des décombres. Selon Shmuel Spiegel, « la compagnie d'assurance va adopter une attitude très intransigeante ».
Comme le bâtiment n'avait pas été classé comme National Historic Landmark, il est démoli en mars 2006. Le New York City Department of Buildings (Département des bâtiments de la ville de New York) affirme que la décision de la démolition a été prise par la communauté, mais le vice-président de la communauté Joshua Shainberg souligne que le Département des bâtiments ne leur a laissé aucun choix : « Le Département des bâtiments nous a dit : 'Vous devez le démolir ou nous allons le démolir. ' Ils mentionnaient des sommes jusqu'à 1,5 million de dollars pour la démolition ». Quand le bâtiment s'est écroulé, les frères Spiegel  jurèrent qu'il serait reconstruit, mais pas exactement aussi grand : « peut-être 20 pieds (6 mètres) de haut par 60 pieds (18 mètres) de profondeur et 75 pieds (23 mètres) de large, ce qui coûterait entre 2 et 3 millions de dollars ». 
L'écrivain-scénariste Richard Price écrit qu'après la démolition, seul reste le mur arrière avec une étoile de David en vitrail. « Les chandeliers se tenaient debout dans les décombres, et l'ensemble du lieu ressemblait à un décor de théâtre expérimental, comme pour une représentation publique gratuite de  Shakespeare ». En octobre 2007, il ne reste plus qu'un « terrain vide, avec des mauvaises herbes et de briques cassées ».

## Controverse
L'effondrement du toit et la destruction de la synagogue donnent lieu à de nombreuses questions et critiques de la part des défenseurs des bâtiments historiques, qui mettent en cause Jacob et Shmuel Spiegel, accusation que la famille rejette. 

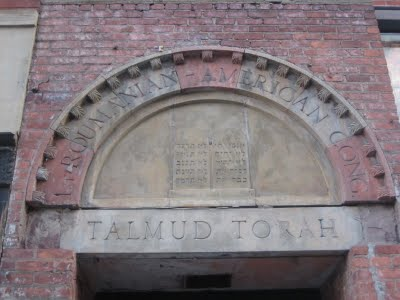
Pierres gravées de l'arc d'entrée de la synagogue et de son ancien Talmud Torah, incorporées dans l'entrée du bâtiment voisin situé 95 Rivington Street

Julia Vitullo-Martin, chargé de recherche au Manhattan Institute et directeur de son Centre pour repenser le développement, affirme que l'effondrement de la Première synagogue roumano-américaine et la destruction qui s'ensuivit, mettent en relief de façon dramatique une « crise continue, bien que non documentée, des synagogues, plus particulièrement dans les quartiers pauvres », et révèlent un problème plus important spécifique aux lieux de prière juifs: 
« Comme le judaïsme, à la différence du catholicisme, manque d'une hiérarchie qui pourrait suivre le nombre [de lieux de prière] qui sont abandonnés et démolis, l'ampleur du problème est plus difficile à cerner. »
Dans les années qui ont précédé l'effondrement du bâtiment, la communauté avait reçu des offres d'assistance du New York Landmarks Conservancy, du National Trust for Historic Preservation, du Lower East Side Conservancy, et du New York State Office of Parks, Recreation and Historic Preservation, bien que les montants et le type d'assistance offerts varient selon les sources. La synagogue, alors sous la direction de Jacob Spiegel, les avait rejetées,,. Joel Kaplan du Lower East Side Conservancy affirme que la communauté « ne voulait pas les quelques centaines de milliers de dollars en subvention pour les réparations, et que ces subventions furent attribuées à d'autres synagogues du Lower East, argent qui aurait pu réparer la synagogue ».
Les raisons invoquées pour le refus varient aussi. Selon un article de Vitullo-Martin dans The Wall Street Journal, Shmuel Spiegel n'est pas sûr pourquoi les offres furent refusées, car les rapports se sont trouvés "ensevelis sous les ruines". Vitullo-Martin suppose que les membres de la communauté ont hésité à accepter une des conditions qui imposait l'autorisation de l'État pour la vente ou pour toute modification du bâtiment pendant les vingt ans suivant la subvention. Selon The New York Times, Spiegel aurait déclaré que les réparations nécessaires étaient si importantes, que la communauté n'aurait pas pu les faire, même avec une assistance financière. Selon le The Jewish Week, Spiegel  a indiqué que la communauté « ne voulait pas d'interférence extérieure  », et que la communauté était « ennuyée à l'idée d'être un monument historique et d'avoir à respecter les directives des monuments historiques ». D'après lui, ils étaient contrariés qu'une partie du bâtiment deviennent un "musée de la gloire passée", comme d'autres à proximité l'ont fait.

## Apparition dans la culture populaire
Le bâtiment de la synagogue apparait dans le film de 1956 Singing in the Dark produit par Joey Adams, avec comme vedette Moishe Oysher et Joey Adams lui-même. 
L'entrée de la synagogue est visible sur la photographie panoramique du carrefour des rues Ludlow et Rivington de la couverture de l'album Paul's Boutique des Beastie Boys de 1989. 
Le bâtiment et le rabbin Jacob Spiegel apparaissent aussi dans le film I Am Josh Polonski's Brother de 2001 de Raphaël Nadjari. L'effondrement de la synagogue est décrit dans le roman  Lush Life de Richard Price.